# ウッジャーノ・ラ・キエーザ
ウッジャーノ・ラ・キエーザ（イタリア語: Uggiano la Chiesa）は、イタリア共和国プッリャ州レッチェ県にある人口約4,400人の基礎自治体（コムーネ）。

## 地理

### 位置・広がり

#### 隣接コムーネ
隣接するコムーネは以下の通り。
- ジュルディニャーノ
- ミネルヴィーノ・ディ・レッチェ
- オトラント
- サンタ・チェザーレア・テルメ